# Isham Jones

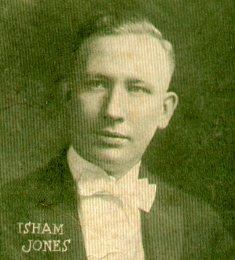
Isham Jones, 1922.

Isham Jones, född 31 januari 1894 i Coalton, Ohio, död 19 oktober 1956 i Hollywood, Florida, var en amerikansk jazzsaxofonist, bandledare och kompositör.
Isham Jones ledde en av 1920-taltes populäraste jazzorkestrar och gav ut ett stort antal 78-varvare för skivbolaget Brunswick. Bland hans större hitinspelningar kan nämnas "Wabash Blues" (1921), "On the Alamo" (1922), "Swinging Down the Lane" (1923), "It Had to Be You" (1924), och "I'll See You In My Dream" (1925). Från 1932 började han spela in för Victor, och från 1934 för Decca. Hans 1930-talsinspelningar blev dock inte lika populära som de under 1920-talet. Jones slutade i sin orkester som togs över av Woody Herman. Han höll sedan en lägre profil med några inspelningar in på 1940-talet. Jones avled till följd av cancer 1956.